# Энсбур
Энсбур (фр. Hinsbourg) — коммуна на северо-востоке Франции в регионе Гранд-Эст (бывший Эльзас — Шампань — Арденны — Лотарингия), департамент Нижний Рейн, округ Саверн, кантон Ингвиллер. До марта 2015 года коммуна административно входила в состав упразднённого кантона Ла-Птит-Пьер (округ Саверн).
Площадь коммуны — 3,28 км², население — 115 человек (2006) с тенденцией к стабилизации: 116 человек (2013), плотность населения — 35,4 чел/км².

## Население
Население коммуны в 2011 году составляло 122 человека, в 2012 году — 119 человек, а в 2013-м — 116 человек.
| 1962 | 1968 | 1975 | 1982 | 1990 | 1999 | 2006 | 2008 | 2011 | 2012 | 2013 |
| ---- | ---- | ---- | ---- | ---- | ---- | ---- | ---- | ---- | ---- | ---- |
| 101  | 112  | 87   | 80   | 85   | 106  | 115  | 118  | 122  | 119  | 116  |

Динамика населения:

## Экономика
В 2010 году из 76 человек трудоспособного возраста (от 15 до 64 лет) 56 были экономически активными, 20 — неактивными (показатель активности 73,7 %, в 1999 году — 79,4 %). Из 56 активных трудоспособных жителей работали 54 человека (26 мужчин и 28 женщин), двое числились безработными (один мужчина и одна женщина). Среди 20 трудоспособных неактивных граждан 4 были учениками либо студентами, 11 — пенсионерами, а ещё 5 — были неактивны в силу других причин.